# Harrells (Caroline du Nord)
Harrells est une ville américaine située dans les comtés de Sampson et de Duplin dans l'État de Caroline du Nord. En 2010, sa population était de 202 habitants.

## Démographie
| 1880 | 1950 | 1960 | 1970 | 1980 | 1990 |
| ---- | ---- | ---- | ---- | ---- | ---- |
| 68   | 147  | 259  | 249  | 255  | 187  |

| 2000 | 2010 | - | - | - | - |
| ---- | ---- | - | - | - | - |
| 187  | 202  | - | - | - | - |

## Traduction
- (en) Cet article est partiellement ou en totalité issu de l’article de Wikipédia en anglais intitulé « Harrells, North Carolina » (voir la liste des auteurs).